# Kvensk
Kvensk eller kvænsk (kvensk: kainun kieli, norsk: kvensk eller kvænsk) er et finsk-ugrisk sprog, som tales i dele af Finnmarken i Nordnorge af efterkommere af finsksprogede mennesker, som kom til Nord-Troms og Finnmark i fra grænsedalen mellem Sverige og Finland, Tornedalen, og fra Nordfinland. Disse mennesker og deres efterkommere bliver ofte kaldt kvener/kvæner. Sproget stammer fra finsk, men har en række norske låneord. Betegnelsen kvensk bruges særlig om sproget i Porsanger i Finnmarken, mens sproget i Varanger i Finnmark som regel kaldes for finsk[kilde mangler]. Det kvenske sprog i Porsanger har stor lighed med tornedalsfinsk (meänkieli), særligt på den svenske side af grænsen. I Troms er der også en del kvener, og siden forbindelsen til Tornedalen her har været bedre end i Porsanger, er sproget også mere orienteret mod standardfinsk. Der er uenighed om sprogets navn blandt kvenerne. De kvener som er efterkommere efter den første indvandring fra Tornedalsområdet i Finland og Sverige til Vestfinnmarken fra midten af 1700-tallet er mere tilbøjelige til at omtale sproget som kvensk, mens de som er efterkommere efter den nyere indvandringen fra midten af 1800-tallet, da grænserne mod Finland var fastsat, er mere tilbøjelige til at kalde sproget for finsk. Deres sprog er da også en del nærmere standardfinsk i Finland end f.eks. det kvenske sprog i Porsanger.
Det er forholdsvis nyt, at kvenerne insisterer på at kalde deres sprog for kvensk, og dette har en stærk etnopolitisk side. De sidste tiår er det blevet stadig mere vigtigt for miljøet omkring Norske kveners forbund at markere forskelle fra standardfinsk sprog og kultur og se mod Tornedalen for at finde de angivelige kvenske rødder. Et kort fra 1200-tallet fortæller, at Kvenland (Kainun maa) lå på begge sider af Tornedalen, ned mod Bottenviken. Kvensk har i dag status som et eget sprog i Norge i henhold til en norske regeringsbeslutning 26. april 2005, og kvenerne er en af de officielle nationale minoriteter i Norge, sammen med jøder, tatere/romanifolket, skovfinner og sigøjnere/roma. Samerne er kategoriseret som urfolk og har et stærkere værn af deres sprog og kultur end de nationale minoriteter.
Sproget skrives med det latinske alfabet, og den første roman på kvensk var Kuosuvaaran takana af Alf Nilsen-Børsskog, der udkom i 2004.